# Ernest Agyiri
Ernest Agyiri (Accra, 6 marzo 1998) è un calciatore ghanese, centrocampista del Levadia Tallinn in prestito dal Randers.

## Caratteristiche tecniche
Ai tempi della Right to Dream Academy, il direttore tecnico Gareth Henderby lo aveva definito come il calciatore più talentuoso ad averne fatto parte. Viene impiegato come centrocampista offensivo.

## Carriera
Agyiri è un prodotto della Right to Dream Academy. A gennaio 2015 è stato ingaggiato dal Manchester City, che lo ha aggregato alle proprie giovanili.
Il 17 agosto 2016, Agyiri è passato ai norvegesi del Vålerenga con la formula del prestito, fino al 31 dicembre 2017. Ha esordito in squadra il 22 settembre successivo, in occasione dei quarti di finale del Norgesmesterskapet: ha sostituito Simen Juklerød nella sconfitta per 2-0 in casa dello Strømsgodset. Il 6 novembre 2016 ha disputato la prima partita in Eliteserien, schierato titolare nel successo per 0-2 sul campo del Viking.
Il 20 dicembre 2017, il Vålerenga ha reso noto che il prestito di Agyiri sarebbe stato prolungato anche per la stagione 2018. Il 13 agosto 2018, il Manchester City lo ha richiamato alla base, in anticipo sulla naturale scadenza del prestito: Agyiri ha avuto poco spazio durante l'esperienza al Vålerenga anche a causa di tre infortuni subiti al menisco.
Il 30 agosto 2018 è passato ai belgi del Tubize, sempre in prestito. Il debutto in Tweede klasse è arrivato il successivo 20 ottobre, quando è stato schierato titolare nella partita persa per 0-2 contro il Lommel. Il 3 novembre ha realizzato la prima rete, nella sconfitta per 4-1 in casa dell'OH Lovanio.
L'anno seguente, Agyiri è passato ai ciprioti dell'EN Paralimni, sempre in prestito. Ha esordito in A' Katīgoria il 26 agosto 2019, sostituendo Sito Riera nella partita persa per 3-4 contro l'Ethnikos Achnas. Il 15 settembre è arrivata la prima rete, nella sconfitta per 1-2 contro l'Anorthōsis.
Il 29 gennaio 2021, è passato a titolo definitivo agli estoni del Levadia Tallinn.
Il 2 agosto 2023 viene acquistato dal Randers.

## Statistiche

### Presenze e reti nei club
Statistiche aggiornate al 28 luglio 2022.
| Stagione               | Club                   | Campionato             | Campionato | Campionato | Coppe nazionali | Coppe nazionali | Coppe nazionali | Coppe continentali | Coppe continentali | Coppe continentali | Supercoppe | Supercoppe | Supercoppe | Totale | Totale |
| Stagione               | Club                   | Comp                   | Pres       | Reti       | Comp            | Pres            | Reti            | Comp               | Pres               | Reti               | Comp       | Pres       | Reti       | Pres   | Reti   |
| ---------------------- | ---------------------- | ---------------------- | ---------- | ---------- | --------------- | --------------- | --------------- | ------------------ | ------------------ | ------------------ | ---------- | ---------- | ---------- | ------ | ------ |
| ago.-dic. 2016         | Vålerenga              | ES                     | 1          | 0          | CN              | 1               | 0               | -                  | -                  | -                  | -          | -          | -          | 2      | 0      |
| 2017                   | Vålerenga              | ES                     | 6          | 0          | CN              | 2               | 0               | -                  | -                  | -                  | -          | -          | -          | 8      | 0      |
| gen.-ago. 2018         | Vålerenga              | ES                     | 5          | 0          | CN              | 2               | 0               | -                  | -                  | -                  | -          | -          | -          | 7      | 0      |
| Totale Vålerenga       | Totale Vålerenga       | Totale Vålerenga       | 12         | 0          |                 | 5               | 0               |                    | -                  | -                  |            | -          | -          | 17     | 0      |
| 2018-2019              | Tubize                 | D2                     | 18         | 3          | CB              | 1               | 0               | -                  | -                  | -                  | -          | -          | -          | 19     | 3      |
| 2019-2020              | EN Paralimni           | A                      | 19         | 3          | CC              | 2               | 0               | -                  | -                  | -                  | -          | -          | -          | 21     | 3      |
| 2021                   | Levadia Tallinn        | ML                     | 24         | 6          | CE              | 3               | 0               | UECL               | 4                  | 2                  | -          | -          | -          | 31     | 8      |
| 2022                   | Levadia Tallinn        | ML                     | 15         | 2          | CE              | 2               | 0               | UCL+UECL           | 1+2                | 0+1                | SE         | 1          | 0          | 21     | 3      |
| Totale Levadia Tallinn | Totale Levadia Tallinn | Totale Levadia Tallinn | 39         | 8          |                 | 5               | 0               |                    | 7                  | 3                  |            | 1          | 0          | 52     | 11     |
| Totale                 | Totale                 | Totale                 | 88         | 14         |                 | 13              | 0               |                    | 7                  | 3                  |            | 1          | 0          | 109    | 17     |